# Pilot wycieczek

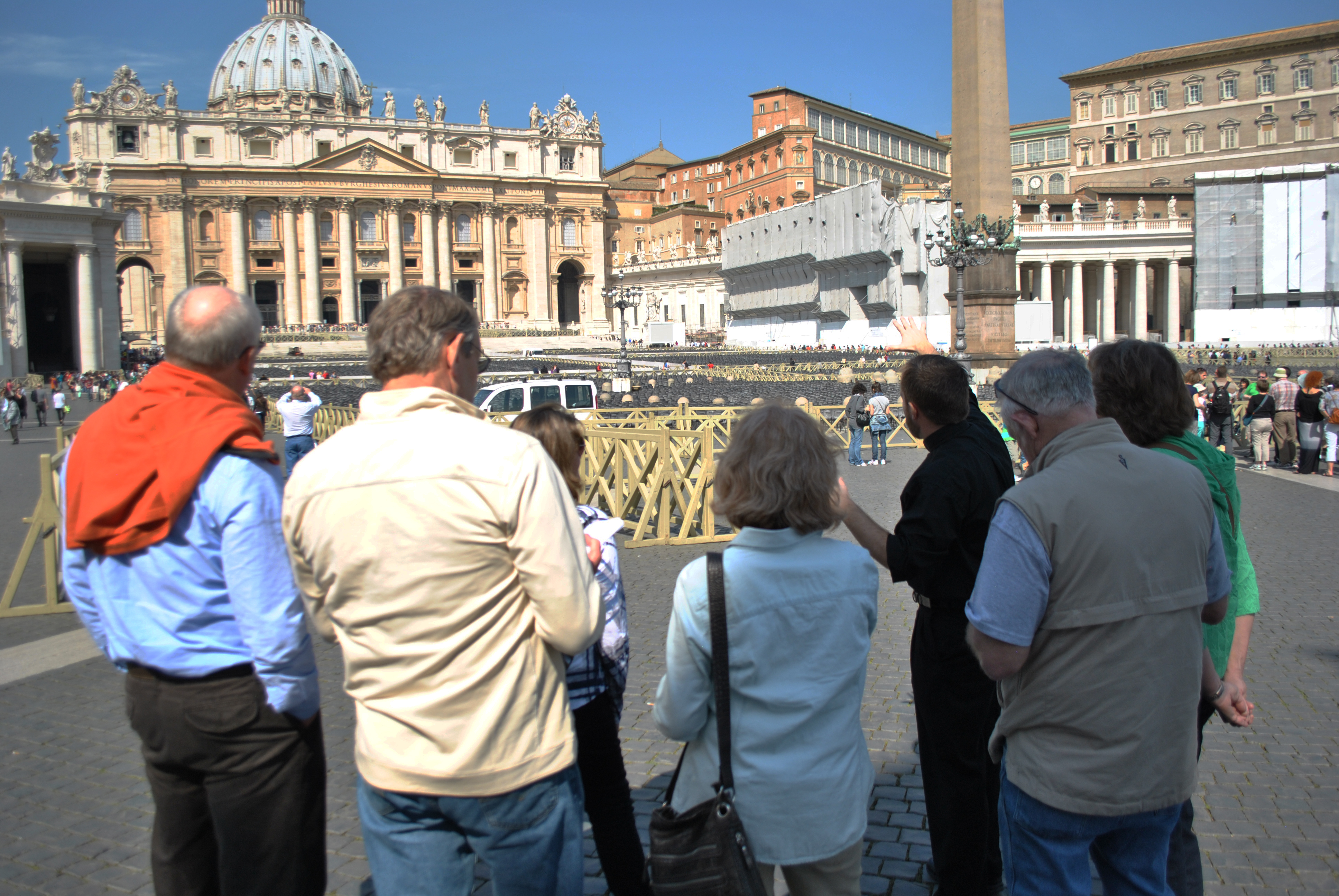
Pilot z wycieczką na placu Świętego Piotra

Pilot wycieczek – zawód w branży turystycznej, polegający na kompleksowej obsłudze wycieczek i niektórych innych form turystyki zorganizowanej.

## Zadania pilota wycieczek
Do zadań pilota wycieczek należy:
- czuwanie, w imieniu organizatora turystyki, nad sposobem świadczenia usług na rzecz klientów,
- przyjmowanie od nich zgłoszeń dotyczących związanych z tym uchybień,
- sprawowanie nad klientami opieki w zakresie wynikającym z umowy,
- wskazywanie lokalnych atrakcji oraz przekazywanie podstawowych informacji dotyczących odwiedzanego kraju i miejsca.

## Wymagania ustawowe
Pilotem wycieczek może być osoba, która:
- ukończyła 18 lat,
- nie była karana za przestępstwa umyślne lub inne popełnione w związku z wykonywaniem zadań przewodnika turystycznego lub pilota wycieczek,
- posiada wykształcenie min. średnie.

Do końca 2013 r. obowiązywały jeszcze 2 dodatkowe wymagania: należało skończyć kurs dla kandydatów na pilotów wycieczek i zdać egzamin przeprowadzany przez komisje przy urzędach marszałkowskich. W związku z tzw. ustawą deregulacyjną wymóg ukończenia szkolenia i zdania egzaminu został zniesiony.
Pilot wycieczek wykonujący swoje obowiązki za granicą powinien się zapoznać i przestrzegać przepisów prawnych związanych z pracą pilota wycieczek w danym kraju.

## Kursy dla kandydatów na pilotów wycieczek
Kursy są dobrowolne; skierowane do osób, które chcą zdobyć wiedzę i umiejętności niezbędne do wykonywania zawodu. Na rynku jest wielu organizatorów kursów dla kandydatów na pilotów wycieczek. Każdy z nich może prowadzić szkolenie według swojego programu.

## Uprawnienia pilota wycieczek w Polsce
Od początku 2014 roku, w związku z tzw. ustawą deregulacyjną, na polskim rynku turystycznym nie ma prawnego obowiązku uzyskania uprawnień pilota wycieczek ani przewodnika miejskiego lub terenowego. Rynek pracy pilotów i przewodników jest wolny od regulacji urzędowych – nie ma państwowych egzaminów ani obowiązkowych kursów, a biura podróży mogą zatrudniać jako pilota i przewodnika każdą osobę spełniającą wymagania ustawowe. Do końca 2013 roku uprawnienia pilota wycieczek uzyskać można było na kursie zawodowym zakończonym egzaminem przed właściwą terytorialnie komisją egzaminacyjną powoływaną przez marszałków województw.

## Kwalifikacja "Pilotowanie imprez turystycznych"
Obecnie osoby chcące potwierdzić swoje kwalifikacje zawodowe związane z wykonywaniem zadań pilota wycieczek mogą uzyskać kwalifikację rynkową "Pilotowanie imprez turystycznych".  Kwalifikacja została wpisana do Zintegrowanego Systemu Kwalifikacji. Opisuje efekty uczenia się, czyli wiedzę, umiejętności i kompetencje społeczne niezbędne do wykonywania zadań pilota wycieczek, a także wymagania dotyczące walidacji. Certyfikaty potwierdzające kwalifikację wydają Instytucje Certyfikujące uprawnione do nadawania kwalifikacji. Do kwalifikacji "Pilotowanie imprez turystycznych" został przypisany 4 poziom Polskiej Ramy Kwalifikacji. 

## Egzaminy branżowe
Organizacje i stowarzyszenia zrzeszające podmioty branży turystycznej organizują egzaminy dla kandydatów na pilotów wycieczek. Egzamin w Polskiej Izbie Turystyki składa się z testu wiedzy, rozmowy z klientem, wygłoszenia komunikatu, poprowadzenia odcinka trasy pieszej i autokarowej. Osoby, które zdadzą egzamin, otrzymują certyfikat kompetencji zawodowych i identyfikator pilota wycieczek. 

## Znajomość języków obcych
Organizator turystyki organizujący wycieczki za granicą jest obowiązany zapewnić opiekę pilota wycieczek posiadającego znajomość języka powszechnie znanego w kraju odwiedzanym lub języka uzgodnionego z kontrahentem zagranicznym. Znajomość języka obcego dokumentuje się dyplomem ukończenia studiów filologicznych, nauczycielskiego kolegium języków obcych, świadectwem ukończenia szkoły z obcym językiem wykładowym za granicą lub dokumentem poświadczającym znajomość języka obcego na poziomie biegłości B2 zgodnie z Europejskim Systemem Opisu Kształcenia Językowego Rady Europy.

## Specjalizacje
Praca pilota wycieczek różni się w zależności od specyfiki danej imprezy - potrzeba jest różna, dostosowana do okoliczności wiedza, a także umiejętności i postawy (zachowanie). Specjalizację w zawodzie pilota wycieczek można zdefiniować jako przygotowanie i doświadczenie w obsłudze danego typu imprez. Przykładowe specjalizacje pilota wycieczek:
- kraj: Polska, zagranica,
- kierunek: Afryka, Ameryka Północna, Ameryka Południowa, Azja, Australia i Oceania, Europa (ze względu na kontynent), Bliski Wschód, Bałkany, Benelux (ze względu na region), Budapeszt, Praga, Wiedeń (ze względu na miasto),
- rodzaj imprezy: przyjazdowa, wyjazdowa,
- klient: polski, zagraniczny,
- typ grupy: szkolna, studencka, incentive, myśliwska, pielgrzymkowa,
- środek transportu: autokar, samolot, statek, rower,
- typ organizatora: duży touroperator, małe biura podróży, firmy MICE[5].